# Théodore Pratt
Théodore Pratt (1901-1969) est un écrivain américain surtout connu pour ses romans se déroulant en Floride. Il a écrit plus de 30 romans dont cinq ont été adaptés au cinéma.

## Biographie
Théodore Pratt nait à Minneapolis (Minnesota) en 1901 de Thomas A. et Emma Pratt. La famille déménage ensuite à New Rochelle (New York), où Théodore fréquente le lycée. Après ses études secondaires, il étudie à l'Université Colgate pendant deux ans, puis à l'Université Columbia pendant encore deux ans, mais sans obtenir son diplôme. Il travaille à New York en tant que lecteur de pièces de théâtre, lecteur pour une société de cinéma et chroniqueur pour le New York Sun. Il publie également des articles à la pige pour The New Yorker et d'autres magazines américains.
En 1929, Theodore Pratt épouse Belle Jacqueline (Jackie) Jacques. Le couple part en Europe pour sa lune de miel et y reste quatre ans durant lesquels il est correspondant européen du New York Sun. 
Les Pratt se sont finalement installés à Majorque, en Espagne, où Pratt écrit une chronique pour le Daily Palma Post en anglais. En 1933, Pratt écrit un article pour The American Mercury intitulé Paradise Enjoys a Boom qui est très critique du caractère et du mode de vie majorquins (il décrit les Majorquins comme étant « parmi les personnes les plus cruelles envers les animaux existant dans le monde civilisé », et déclare « ils font des serviteurs incompétents, et lorsqu'ils ne se dérobent pas à leur travail par pure paresse ou contrariété, ils volent de la nourriture pour emporter chez eux »). Après que des parties de l'article aient été traduites à Majorque, les Pratt sont contraints de quitter l'Espagne et de retourner aux États-Unis.
En 1934, ils déménagent à Lake Worth (Floride). En 1946, ils s’installent pour une brève période en Californie, mais retournent en Floride pour vivre à Boca Raton. En 1958, ils déménagent à Delray Beach (Floride) où Théodore Pratt meurt en 1969.

## Œuvres
Théodore Pratt a publié plus de trente romans, dont quatre romans policiers sous le pseudonyme de Timothy Brace, deux recueils de nouvelles, deux pièces de théâtre (adaptées de ses romans), quelques livres et pamphlets non romanesques, et de nombreuses nouvelles et articles. 
Certains de ses romans avaient un fort contenu sexuel selon les normes de l'époque. The Tormented (1950), une étude sur la nymphomanie, a été refusée par trente-quatre éditeurs. Il s'est finalement vendu à plus d'un million d'exemplaires.

### Traductions françaises
- L'Arbre de flamme, 1953
- L'Obsédée, Flammarion, 1957
- Les Séminoles, Editions Alsatia, Signe de Piste, Rubans Noirs n°58, 1970

### Adaptations cinématographiques
Cinq de ses œuvres ont été transformées en long métrage :
- Mercy Island[5], adaptation en 1941 de son roman de 1941 Mercy Island
- Danseuse de cabaret (Juke Girl)[6], adaptation en 1942 de l’article du 26 avril 1941 Land of the Jook pour The Saturday Evening Post
- The Incredible Mr. Limpet, adaptation en 1964 par Don Knotts de son roman Mr. Limpet de 1942
- M. Winkle Goes to War en 1944
- Les Pirates de la Floride (The Barefoot Mailman) en 1951